# Dellach im Drautal
Dellach im Drautal ist eine Gemeinde mit 1606 Einwohnern (Stand 1. Jänner 2024) im Bezirk Spittal an der Drau in Kärnten (Österreich).

## Geographie
Dellach im Drautal liegt im Drautal etwa auf halber Strecke zwischen Lienz und Spittal, eingebettet zwischen den Gailtaler Alpen im Süden und der Kreuzeckgruppe der Hohen Tauern im Norden. Der Ortskern liegt rund 600 Meter über dem Meer, der höchste Punkt der Gemeinde ist das Hochkreuz mit 2710 Meter.

### Gemeindegliederung
Das Gemeindegebiet ist in die fünf Katastralgemeinden Dellach im Drautal, Drassnitz, Drassnitzdorf, Nörenach und Stein gegliedert und umfasst folgende 13 Ortschaften (in Klammern Einwohnerzahl Stand 1. Jänner 2024):
- Dellach (654)
- Draßnitz (41)
- Draßnitzdorf (122)
- Glatschach (76)
- Grientschnig (57)
- Holztratten (35)
- Nörenach (127)
- Raßnig (33)
- Rietschach (58)
- Schmelz (246)
- Stein (58)
- Suppersberg (74)
- Weinberg (25)

### Nachbargemeinden
Die Gemeinde Oberdrauburg grenzt im Südwesten und in einem Punkt im Nordwesten an Dellach.
| Rangersdorf            | Stall                                       | Greifenburg     |
| Irschen Oberdrauburg   | Kompassrose, die auf Nachbargemeinden zeigt | Berg im Drautal |
| Kötschach-Mauthen (HE) | Dellach (HE)                                |                 |

### Klima
In Dellach wurde am 27. Juli 1983 mit 39,7 °C die österreichweit höchste Temperatur seit Beginn der Aufzeichnungen gemessen. Ein neues landesweites Temperaturextrem wurde, wieder in Dellach, am 3. August 2013 mit 39,9 °C erreicht, aber wenige Tage später, am 8. August, in Bad Deutsch-Altenburg mit 40,5 °C übertroffen.
|                        | Jan  | Feb  | Mär  | Apr  | Mai  | Jun  | Jul  | Aug  | Sep  | Okt  | Nov  | Dez  |   |      |
| Mittl. Temperatur (°C) | −4,6 | −1,5 | 3,4  | 8,1  | 13,4 | 16,6 | 18,5 | 17,7 | 13,2 | 8,1  | 1,6  | −3,4 | ⌀ | 7,6  |
| Mittl. Tagesmax. (°C)  | 0,3  | 5,2  | 10,8 | 15,3 | 20,5 | 23,6 | 26,0 | 25,1 | 20,4 | 14,5 | 6,4  | 0,2  | ⌀ | 14,1 |
| Mittl. Tagesmin. (°C)  | −8,0 | −5,6 | −1,3 | 2,7  | 7,5  | 10,9 | 12,6 | 12,5 | 8,7  | 4,4  | −1,3 | −5,9 | ⌀ | 3,1  |
|                        |      |      |      |      |      |      |      |      |      |      |      |      |   |      |
| Niederschlag (mm)      | 40   | 37   | 63   | 82   | 107  | 112  | 129  | 130  | 117  | 147  | 138  | 72   | Σ | 1174 |
|                        |      |      |      |      |      |      |      |      |      |      |      |      |   |      |
| Luftfeuchtigkeit (%)   | 74,3 | 56,8 | 51,0 | 50,5 | 52,0 | 53,1 | 52,0 | 54,8 | 58,0 | 63,5 | 72,2 | 83,4 | ⌀ | 60,2 |

| −8,0 |

| −5,6 |

| −1,3 |

| 2,7 |

| 7,5 |

| 10,9 |

| 12,6 |

| 12,5 |

| 8,7 |

| 4,4 |

| −1,3 |

| −5,9 |

| −8,0 |

| −5,6 |

| −1,3 |

| 2,7 |

| 7,5 |

| 10,9 |

| 12,6 |

| 12,5 |

| 8,7 |

| 4,4 |

| −1,3 |

| −5,9 |

## Geschichte
Dellach im Drautal wurde 1267 erstmals als „Doellach“ urkundlich erwähnt. Ebenfalls zur Zeit der Erstnennung Dellachs sind auch die Ortsnamen Grientschnig (Gorintschih), Draßnitzdorf (Draesentzach), Unterdraßnitz (Tressorezach), Oberdraßnitz (Draesniz), Suppersberg (Supansperge), Nörenach (Norinach) sowie kurze Zeit später Rietschach (Chzezerietsach) und Glatschach (Glenschach) bereits nachgewiesen.
Die Ortsgemeinde konstituierte sich im Jahr 1850, vom ursprünglichen Gemeindegebiet wurde 1923 die Ortschaft Pflügl (bis dahin zur KG Stein gehörig) an die Nachbargemeinde Irschen abgetreten.
Obwohl diese Namen sämtliche slawische Namenswurzeln aufweisen, gilt es als sicher, dass die betreffenden Ortschaften keine echten slowenischen Siedlungen darstellen, sondern nur alte bereits vorgefundene Flurbezeichnungen von den späteren Siedlern übernommen sind.
Der Bergbau hatte lange Zeit für das ganze Drautal und besonders für Dellach eine große Bedeutung. Im Gemeindegebiet bestanden einst vier Bergbaue, und zwar Jauken, Draßnitztal, Kolm und Glatschach. In der Blütezeit gingen bis zu 2000 Zentner Zink jährlich auf Flößen drauabwärts. Im Jahre 1703 wurde eine Postlinie durch Kärnten, Drau- und Pustertal auf Befehl von Kaiser Josef I. errichtet. Der Transport auf der Drau ging zurück. Vom jahrhundertelangen Erzsegen blieben verfallene Stollen, Ortsnamen wie Schmelz und alte Hausnamen als stumme Zeugen der Vergangenheit.
1787 wurde die Volksschule gegründet. Mehrfach musste die Schule die Unterrichtsräume wechseln. Der erste Unterricht wurde in der Messnerkeusche gehalten. Als diese zu klein war, wurde das ehemalige Gasthaus Pacher erworben und umgebaut und diente bis 1957 als Schulhaus. Heute beherbergt es das Gemeindeamt. Von 1810 bis 1813 wurde Oberkärnten von Frankreich verwaltet. Mit dem Bau der Südbahn durch das Drautal wurde 1869 begonnen. 1871 fuhr der erste Zug bis Franzensfeste. Es kommt zum Ende der Drauflößerei. Nachdem 1882 bei einem Hochwasser die Dellacher Draubrücke weggerissen wird, kam es zur Drauregulierung und Verbauung des Draßnitzbaches. Am 8. Mai 1945 wurde Dellach durch britische Truppen besetzt. Die Kärntner Landesregierung verlieh am 6. Februar 1961 der Gemeinde Dellach das Recht zur Führung eines Gemeindewappens, dessen Symbolik an die Bergbautradition und Nutzung der Wasserkraft im Ort erinnern soll. Am 27. Mai 1966 wurde mit Bescheid der Kärntner Landesregierung der Gemeinde Dellach das Prädikat Luftkurort verliehen.

## Bevölkerung
Bei einer Volkszählung wurden 1900 in der Gemeinde 1150 Einwohner gezählt. Zum Zeitpunkt der Volkszählung 2001 hatte Dellach im Drautal 1.769 Einwohner, davon waren 98,7 % österreichische Staatsbürger. 94,8 % der Bevölkerung bekannten sich zur römisch-katholischen und 2,9 % zur evangelischen Kirche, 2,0 % der Bevölkerung war ohne religiöses Bekenntnis.
Von 1869 bis 1971 verdoppelte sich die Einwohnerzahl von Dellach beinahe auf 1.924 Einwohner. Seither sinkt die Bevölkerungszahl wegen einer starken Abwanderung. Dies kann auch durch eine positive Geburtenbilanz nicht ausgeglichen werden.

### Bevölkerungsentwicklung
| Dellach im Drautal: Einwohnerzahlen von 1869 bis 2024 | Dellach im Drautal: Einwohnerzahlen von 1869 bis 2024 | Dellach im Drautal: Einwohnerzahlen von 1869 bis 2024 | Dellach im Drautal: Einwohnerzahlen von 1869 bis 2024 | Dellach im Drautal: Einwohnerzahlen von 1869 bis 2024 |
| ----------------------------------------------------- | ----------------------------------------------------- | ----------------------------------------------------- | ----------------------------------------------------- | ----------------------------------------------------- |
| Jahr                                                  |                                                       |                                                       |                                                       | Einwohner                                             |
| 1869                                                  | 1869                                                  |                                                       | 1.080                                                 | 1.080                                                 |
| 1880                                                  | 1880                                                  |                                                       | 1.192                                                 | 1.192                                                 |
| 1890                                                  | 1890                                                  |                                                       | 1.265                                                 | 1.265                                                 |
| 1900                                                  | 1900                                                  |                                                       | 1.349                                                 | 1.349                                                 |
| 1910                                                  | 1910                                                  |                                                       | 1.337                                                 | 1.337                                                 |
| 1923                                                  | 1923                                                  |                                                       | 1.424                                                 | 1.424                                                 |
| 1934                                                  | 1934                                                  |                                                       | 1.656                                                 | 1.656                                                 |
| 1939                                                  | 1939                                                  |                                                       | 1.577                                                 | 1.577                                                 |
| 1951                                                  | 1951                                                  |                                                       | 1.816                                                 | 1.816                                                 |
| 1961                                                  | 1961                                                  |                                                       | 1.839                                                 | 1.839                                                 |
| 1971                                                  | 1971                                                  |                                                       | 1.924                                                 | 1.924                                                 |
| 1981                                                  | 1981                                                  |                                                       | 1.885                                                 | 1.885                                                 |
| 1991                                                  | 1991                                                  |                                                       | 1.869                                                 | 1.869                                                 |
| 2001                                                  | 2001                                                  |                                                       | 1.769                                                 | 1.769                                                 |
| 2011                                                  | 2011                                                  |                                                       | 1.633                                                 | 1.633                                                 |
| 2021                                                  | 2021                                                  |                                                       | 1.584                                                 | 1.584                                                 |
| 2024                                                  | 2024                                                  |                                                       | 1.606                                                 | 1.606                                                 |
| Quelle(n): Statistik Austria, Gebietsstand 1.1.2021   |                                                       |                                                       |                                                       |                                                       |

## Kultur und Sehenswürdigkeiten

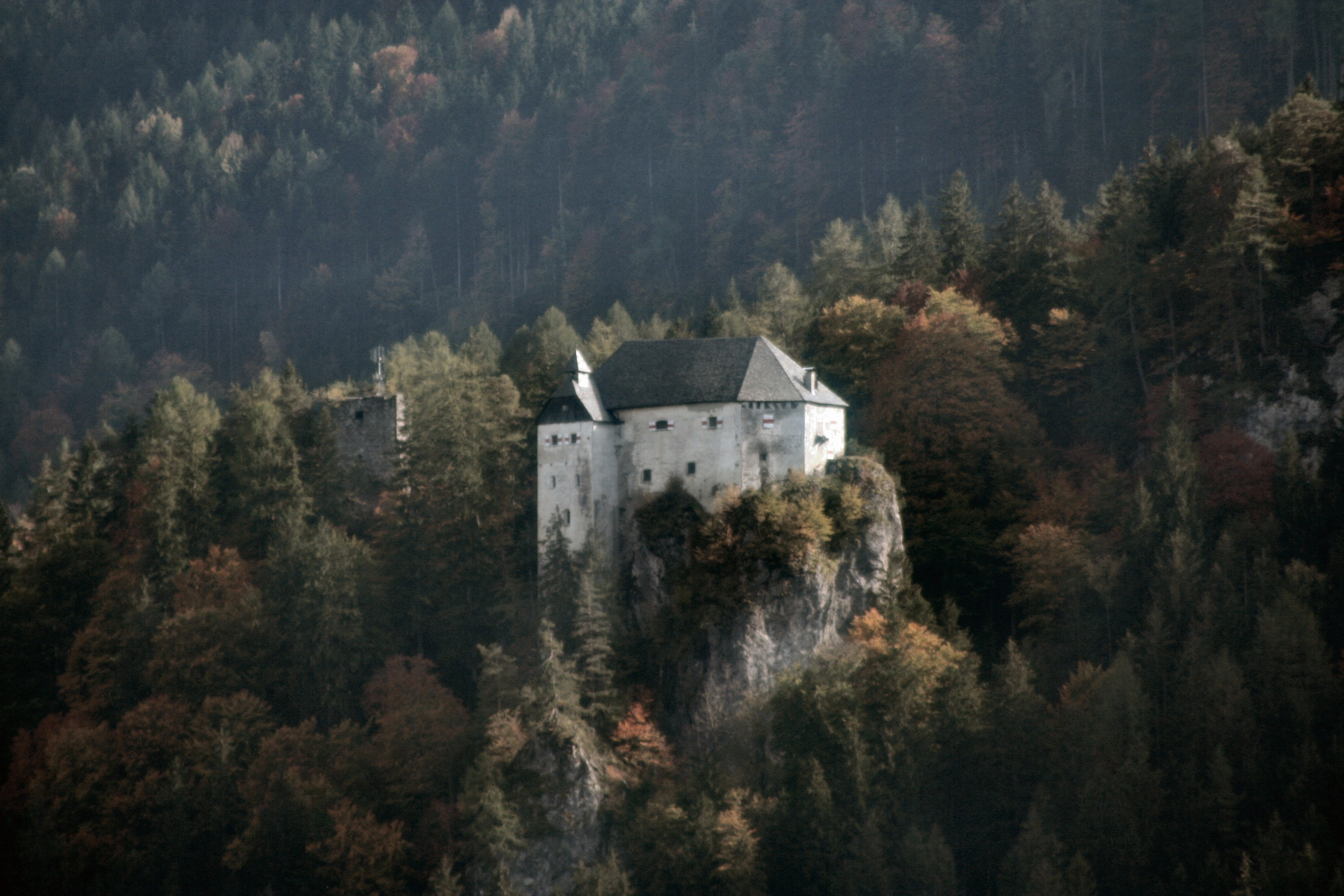
Burg Stein

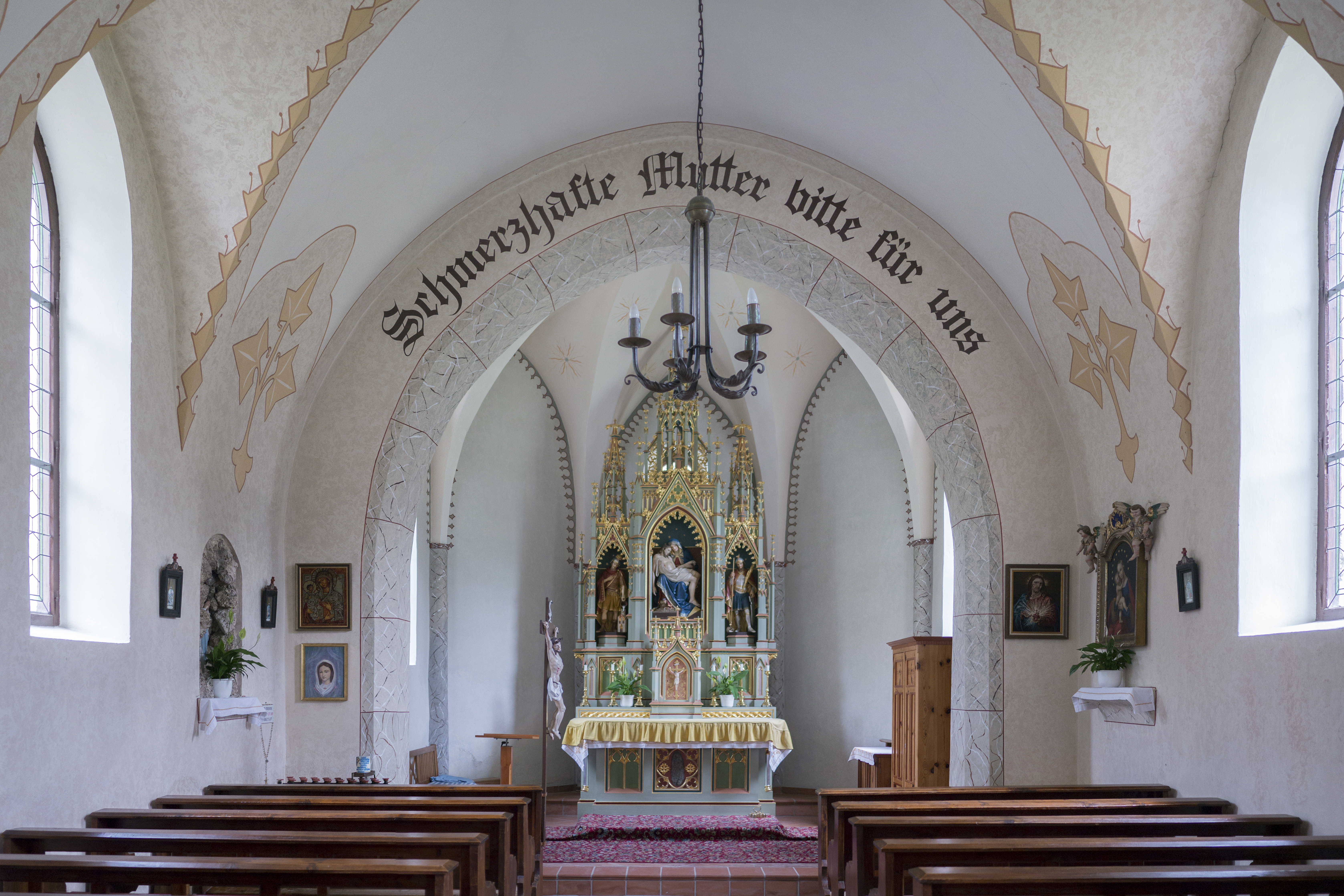
Kapelle Mater Dolorosa

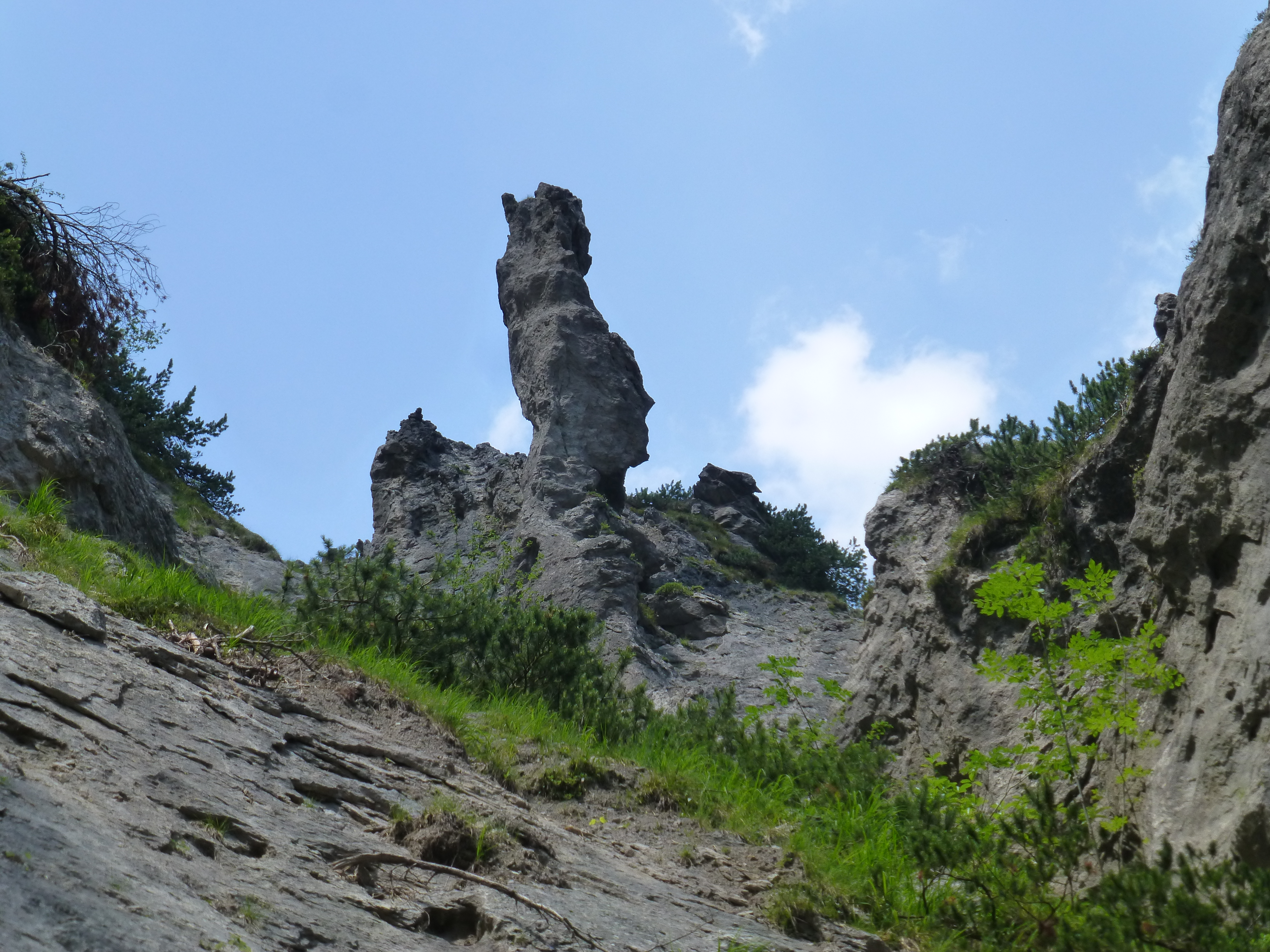
Geißlochklamm

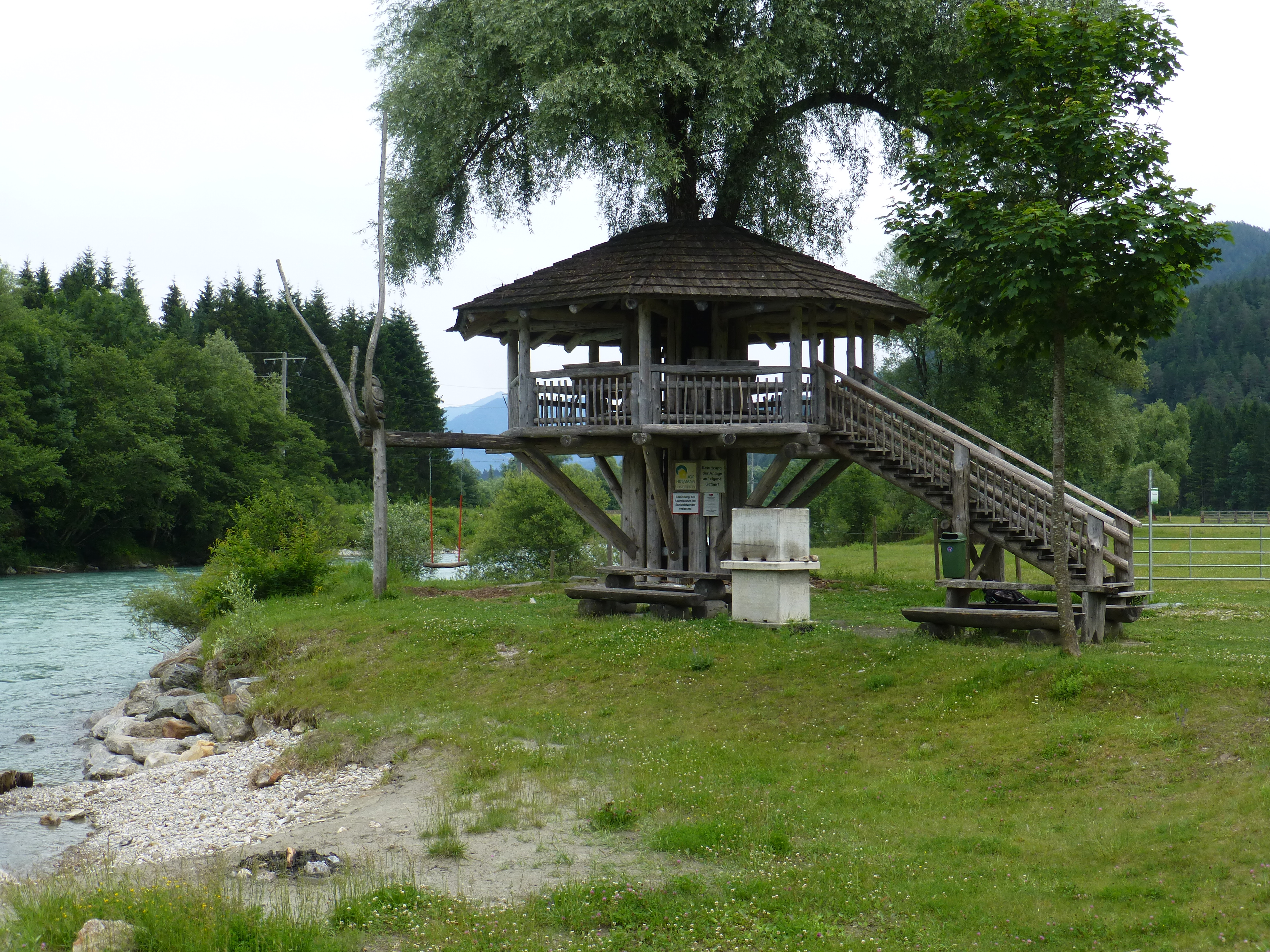
Aussichtsplattform DrAUENland

- Das Schloss Stein ist eine gut erhaltene mittelalterliche Felsenburg auf einem steil aufsteigenden Felsen etwa 200 Meter über der Talsohle. Im späten 12. Jahrhundert errichtet, war sie 1190 im Besitz eines ortenburgischen Ministerialen. Urkundlich erstmals erwähnt wurde sie 1440 als Besitz der Grafen von Cilli und anschließend 1456 mit Kaiser Friedrich III. als Besitzer. Im Jahre 1500 kam sie in den Besitz der Graben zum Stein, in welchen Besitz sie bis ins Jahr 1668 verblieben ist. Derzeit befindet sich die Burganlage im Besitz der Familie Orsini-Rosenberg und ist nicht öffentlich zugänglich.
- Die Pfarrkirche Hl. Margaretha in Dellach ist ein mittelgroßer spätbarocker Bau des ausgehenden 18. Jahrhunderts. Aus einer alten, früheren Kapelle stammen Teile des Altarraumes, des Turmes und ein spätgotisches Wandgemälde an der nördlichen Chorwand. Die von Christoph Brandstätter gestalteten Wand- und Deckengemälde bilden Szenen aus dem Leben der hl. Margaretha und die Kreuzauffindung und Kreuzerscheinung Kaiser Konstantins ab.
- Kapelle Mater dolorosa in Glatschach
- Kapelle Maria sieben Schmerzen in Drassnitzdorf, um 1800 errichtet
- An den früher betriebenen Bergbau in Dellach erinnern der Schachtofen Tonele im Draßnitztal, wo von 1524 bis 1789 Silber und Kupfer abgebaut wurden, sowie das Herrenhaus, ein ehemaliger Gewerkensitz bei einer Schmelze.
- Schachtofen Draßnitztal: In einer Seehöhe von knapp 1600 m trifft man auf die unter Denkmalschutz gestellten und von der Kärntner Bergwacht restaurierten Überreste eines alten Schachtofens aus dem 16. Jahrhundert. Bis ins 19. Jahrhundert diente der Schachtofen zum Rohschmelzen von gerösteten Kupfererzen, die im Draßnitztal abgebaut wurden.
- Die Geißlochklamm ist eine tief in die Kalkfelsen des Jaukenstockes eingeschnittene Klamm an der Gemeindegrenze zwischen Berg und Dellach. Die Klamm wurde durch Steganlagen begehbar gemacht und ist vom Rad- und Wanderweg Berg-Dellach aus leicht erreichbar. Am Eingang steht ein alter renovierter Kalkbrennofen mit einer Schautafel, der noch bis vor wenigen Jahrzehnten zur Kalkgewinnung im ländlichen Raum diente. Die teils sehr steil aufragenden Seitenwände der Klamm bieten bizarre Felsformationen und einige Kletterrouten.
- Beim Naturdenkmal Weittalwasserfall stürzen in einer Seehöhe von rund 1500 m die Wasser des Weittalwasserfalles zu Tal. Das Naturschauspiel wurde vor rund 20 Jahren als Naturdenkmal unter Schutz gestellt.
- Naturdenkmale Wacholderhain und Tuffbachl: Eine Gruppe baumförmig wachsender Wacholder am Hang unterhalb des Schlosses Stein stellt eine sehr seltene Vegetationsvariante dar, die in dieser Form in unseren Breiten eigentlich nicht anzutreffen ist und daher unter Schutz gestellt wurde. Am Lappenbach, bekannt als Tuffbachl, oberhalb des Gehöftes vlg. Schuster in der Ortschaft Stein, bildet sich durch das stark mineralhaltige Quellwasser in Verbindung mit bestimmten dort vorkommenden Flechten und Moosen ständig neues Kalktuffgestein aus. Quellfluren und Bachlauf erhalten davon ein besonderes Erscheinungsbild und verändern sich fortwährend.
- Barbarastollen, ein Heilstollen im Ortsteil Holztratten.
- Drau-Oase bei Raßnig. Im Zuge der Einbindung der Oberen Drau in das Europaschutzgebiet Obere Drau (Natura 2000)[8] wurde 2007 am Südufer der Drau die ca. 7 Meter hohe Aussichtsplattform DrAUENland errichtet, die um einen Baum herum gebaut wurde und einen guten Ausblick auf die Drau bietet.

## Wirtschaft und Infrastruktur
Dellach war zu Beginn des 20. Jahrhunderts eine bedeutende Wirtschaftsgemeinde im oberen Drautal: Neben der traditionellen Landwirtschaft und der Lage an der Transitstrecke durch das Drautal wurde Bergbau in Glatschach (Quecksilber), Jauken (Gold), Kolm (Nickel, Galmei) betrieben. Zudem bestand seit dem 18. und 19. Jahrhundert eine staatliche Zinkhütte, die später in ein Eisenhammerwerk umgewandelt wurde. An dessen Stelle errichtete Johann Taurer im Jahr 1872 die erste Holzstoff- und Pappenfabrik Kärntens, der 1897 und 1908 weitere folgten. Dellach im Drautal liegt an der Drautal Straße (B 100).
Die Wirtschaft von Dellach im Drautal ist geprägt vom Sommertourismus und von der Forstwirtschaft und Holzverarbeitung. Europlast Kunststoffbehälterindustrie GmbH spritzgießt Müllsammelbehälter aus HDPE sowie Europaletten und Großboxen.

### Wirtschaftssektoren
Die folgende Tabelle zeigt die Entwicklung der Betriebsanzahl und der Beschäftigten in den Wirtschaftssektoren:
| Wirtschaftssektor            | Anzahl Betriebe | Anzahl Betriebe | Anzahl Betriebe | Erwerbstätige | Erwerbstätige | Erwerbstätige |
| Wirtschaftssektor            | 2021            | 2011            | 2001            | 2021          | 2011          | 2001          |
| ---------------------------- | --------------- | --------------- | --------------- | ------------- | ------------- | ------------- |
| Land- und Forstwirtschaft 1) | 55              | 113             | 125             | 66            | 64            | 54            |
| Produktion                   | 20              | 15              | 15              | 204           | 148           | 175           |
| Dienstleistung               | 62              | 58              | 46              | 306           | 234           | 21            |

1) Betriebe mit Fläche in den Jahren 2010 und 1999

## Politik

### Gemeinderat
- Mit der Gemeinderatswahl 2015 hatte der Gemeinderat folgende Verteilung: 10 ÖVP, 5 SPÖ[13]
- Mit der Gemeinderatswahl 2021 hat der Gemeinderat folgende Verteilung: 9 ÖVP, 6 SPÖ[14]

### Bürgermeister
Nachdem der im März 2009 gewählte Bürgermeister Walter Egger (SPÖ) aus gesundheitlichen Gründen sein Amt nicht antrat, war eine erneute Bürgermeisterwahl notwendig geworden, die Johannes Pirker (ÖVP) für sich entschied.

### Wappen
Die Motive des Dellacher Wappens, das der Gemeinde am 6. Februar 1961 verliehen wurde, spielen mit den fünf Bergbauzeichen auf die vielfältige montanistische Vergangenheit im Gemeindegebiet, und die untere blaue Schildhälfte mit Wellenteilung auf die Bedeutung der Drau für die Gemeinde an.

## Persönlichkeiten

### Söhne und Töchter der Gemeinde
- Johann Taurer (1793–1862), Gutsbesitzer und Politiker
- Hans Ebner (1889–1969), Landwirt und Politiker
- Hermann Lackner (1899–1984), Politiker der SPÖ, Abgeordneter zum Steiermärkischen Landtag 1945–1949, Abgeordneter zum Nationalrat 1949–1962
- Martin Strimitzer (1928–2021), Politiker (ÖVP) und Beamter